# فرانتس آبت
فرانتس ویلهلم آبْت (به آلمانی: Franz Wilhelm Abt) (زادهٔ ۲۲ دسامبر ۱۸۱۹ – ۳۱ مارس ۱۸۸۵) آهنگساز، رهبر موسیقی آوازی، و شاعر آلمانی بود.

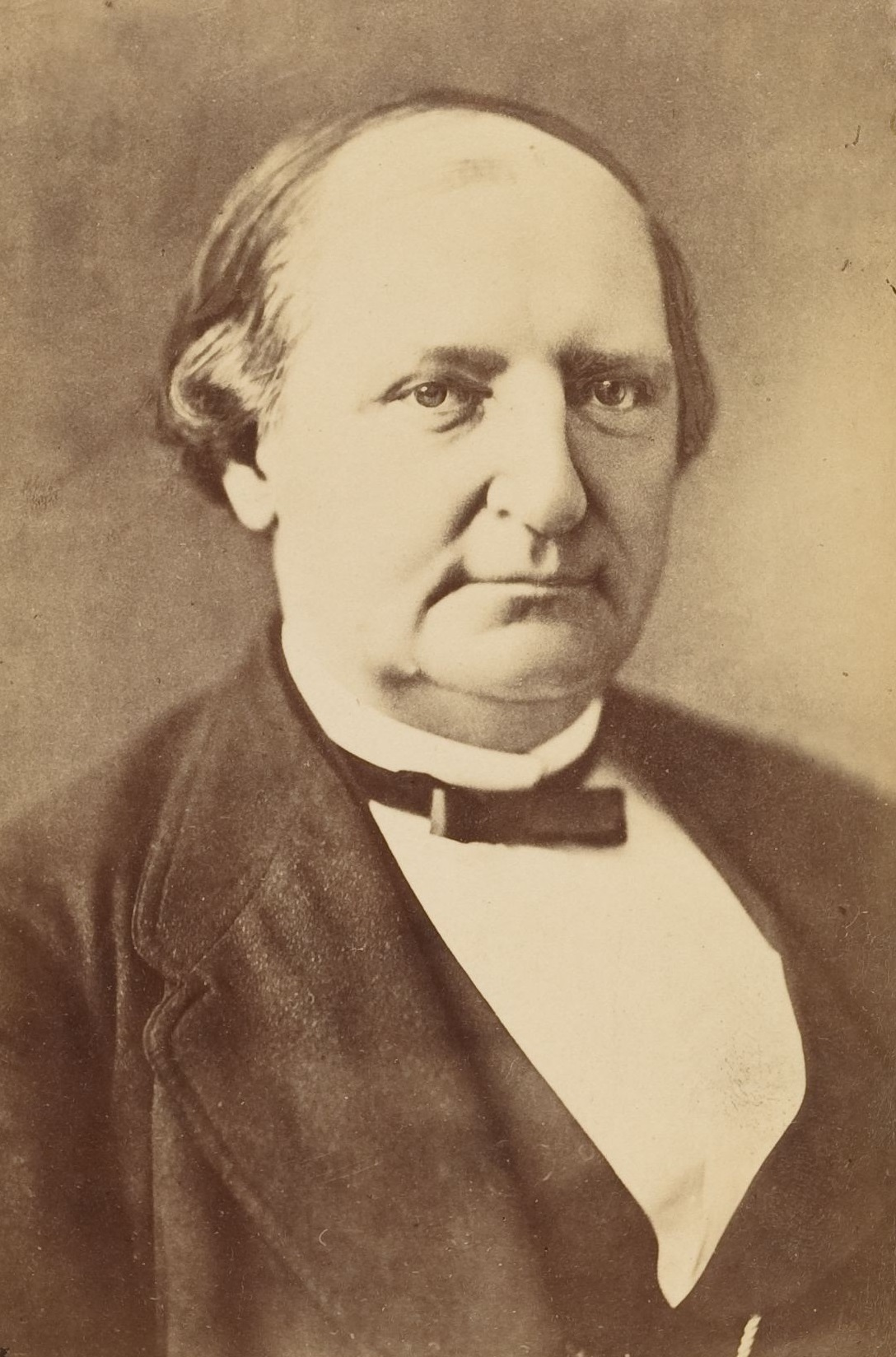
فرانتس آبْت (از مجموعهٔ تئاتر هاروارد)

## زندگی‌نامه
فرانتس ویلهلم آبْت در ۲۲ دسامبر ۱۸۱۹ در شهر آیلنبورگ به دنیا آمد. استعداد موسیقی را از دوران کودکی از خود نشان داد. پدرش کشیش و پیانیستی بااستعداد بود و او بود که نخستین درس‌های موسیقی را به فرانتس آموخت. فرانتس، مانند پدر، از همان اوان، هم به موسیقی علاقه داشت و هم به الهیات. در «مدرسهٔ توماسِ لایپزیگ» (به آلمانی: Thomasschule zu Leipzig) و سپس در دانشگاه لایپزیگ در دو رشتهٔ موسیقی و الهیات تحصیل کرد. فرانتس در مدرسه با آلبرت لرتسینگ، فلیکس مندلسون، و روبرت شومان دوست شد. در ۱۸۳۷ پدرش درگذشت و فرانتس همان زمان به تحصیل در الهیات پایان داد و بر آموزش و تمرین موسیقی متمرکز شد. او برخی آثارش را، به‌ویژه برای پیانو، در این دوره ساخت. در سال ۱۸۴۱، کاپل‌مایسترِ شهر برنبورگ شد. سپس، در همان سال، به زوریخ رفت و سال‌ها در انجمن موسیقی (به آلمانی: Allgemeine Gesellschaft) آن شهر، رهبر آواز بود. او در زوریخ، تصنیفاتش را نیز خود رهبری می‌کرد.

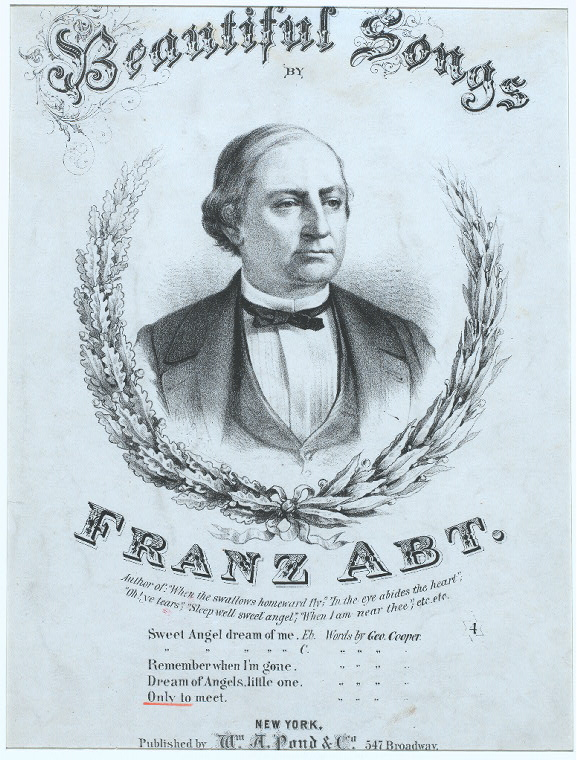
پرترهٔ فرانتس آبْت، از روی جلدِ یکی از مجموعه‌آوازهای او

در سال ۱۸۵۲، در براونشوایگ، رهبر دوم شد و در ۱۸۵۵ به‌عنوان رهبر اول برگزیده شد. در ۱۸۷۲ به ایالات متحده رفت و در آنجا، به‌عنوان رهبر موسیقی آوازی، کامیابی‌هایی به دست آورد. آبْت بیش از ۳۰۰۰ قطعهٔ موسیقایی (۶۰۰ اُپوس) تصنیف کرد. بسیاری از نغمه‌های او آنقدر معروف‌اند که حتی در زمان حیات وی، گاه با آثار فولکلوریک اشتباه گرفته می‌شدند.
فرانتس آبْت در ۳۱ مارس ۱۸۸۵ در ویسبادن درگذشت.